# William Thomas Brande
William Thomas Brande, angleški kemik, * 11. januar 1788, † 11. februar 1866.
1. 1 2  data.bnf.fr: platforma za odprte podatke — 2011.
2. 1 2  SNAC — 2010.
3. 1 2  Académie nationale de médecine